# Jean-Pierre Forest de Masroury
Jean-Pierre Forest de Masroury est un homme politique français né le 23 juin 1754 à Villeneuve-en-Nedde (Haute-Vienne) et décédé le 25 septembre 1838 au même lieu.
Curé d'Ussel, il est député du clergé aux États généraux de 1789 pour la sénéchaussée de Tulle. Il prête le serment civique en 1791.

## Sources
- « Jean-Pierre Forest de Masroury », dans Adolphe Robert et Gaston Cougny, Dictionnaire des parlementaires français, Edgar Bourloton, 1889-1891 [détail de l’édition]